# انادنانترا کلبرینا
انادنانترا کلبرینا (نام علمی: Acacia cebil) نام یک گونه از سرده اقاقیا است.